# Флаг Полтавы
Флаг Полтавы (укр. Прапор Полтави) — один из официальных символов города Полтава Полтавской области Украины. Утверждён решением сессии Полтавского городского совета. Основный элементы флага — две полосы зелёного и белого цвета.

## Описание флага
Полотнище флага города состоит из двух горизонтальных полос в соотношении один к одному. Верхняя полоса белого цвета символизирует достоинство, духовность, искренность, чистоту и справедливость.
Нижняя полоса сине-зелёного цвета обозначает веру, надежду, счастье и уверенность в борьбе за свободу.
Соотношение сторон флага равно 1:2.
На нём размещается композиция элементов герба города, состоящий из золотого лука, тетива которого натянута стрелой, острием вниз. Венчают композицию золотая надпись «ПОЛТАВА» и золотые охранные шестиугольные казацкие звёзды.
Стрела является композиционной осью изображения и расположена от древка на расстоянии 1/3 длины флага.
Древко флага венчает золотой шар, который символизирует собой сферу горизонта Земли или Солнца.